# Scybalocanthon kelleri
Scybalocanthon kelleri är en skalbaggsart som beskrevs av Guido Pereira och Martinez 1956. Scybalocanthon kelleri ingår i släktet Scybalocanthon och familjen bladhorningar. Inga underarter finns listade i Catalogue of Life.